# Dólmen da Malhada do Cambarinho

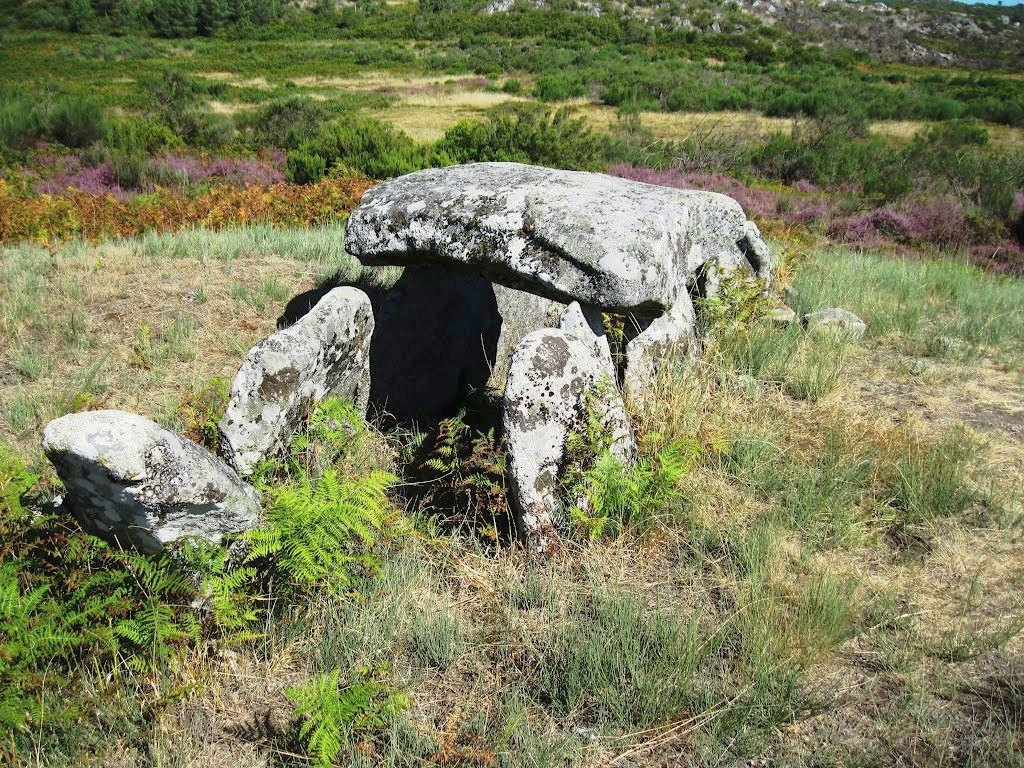
Dólmen da Malhada do Cambarinho

Der Dólmen da Malhada do Cambarinho ist eine Megalithanlage am 1075 m hohen Berg „Serra do Caramulo“ im Naturpark Penoita in Joana Martins, in Vouzela, im Distrikt Viseu in Portugal.
Anta, Dolmen, Mámoa, Orca und Lapa sind die in Portugal geläufigen Bezeichnungen für die ungefähr 5000 Megalithanlagen, die während des Neolithikums im Westen der Iberischen Halbinsel von den Nachfolgern der Cardial- oder Impressokultur errichtet wurden.
Der etwa 8,0 m lange Dolmen hat 11 erhaltene Tragsteine und einen Deckstein. Es ist etwa 1,6 m hoch. Neue Grabungen wurden etwa 150 m nördlich des Dolmens durchgeführt.
In der Nähe liegen der Dólmen da Lapa de Meruge und die Anta da Arca.